# Oxnard
Oxnard er en by i Californien i USA. Byen er beliggende i Ventura County og blev grundlagt i 1903. 
Oxnard har over 200.000 indbyggere og er er målt efter antal indbyggere den 121. største by i USA og den 19. største i Californien. 
I byen er der to store U.S. Marine baser (Port Hueneme og NAS Point Mugu). Oxnard har også en regional lufthavn kaldet Oxnard Airport (OXR)

## Kendte personer fra Oxnard
- Brandon Paak Anderson - bedre kendt under kunstnernavnet Anderson .Paak - sanger, rapper, trommeslager og producer.

34°11′29″N 119°10′57″V / 34.1914°N 119.1825°V